# Dystrykt Layyah
Layyah (urdu: ضِلع لیّہ, Laja (trb.)) – dystrykt w Pakistanie, położony w prowincji Pendżab. Siedzibą administracyjną dystryktu jest Lajjah.

## Demografia
Większość mieszkańców posługuje się językiem saraiki.
| Rok  | Liczba ludności |
| ---- | --------------- |
| 1972 | 495.537         |
| 1981 | 666.517         |
| 1998 | 1.120.951       |
| 2017 | 1.824.230       |